# Voievodatul Sfintei Cruci
Voievodatul Sfintei Cruci (în poloneză województwo świętokrzyskie) este o regiune administrativă din centrul Poloniei. Capitala voievodatului este orașul Kielce. 

## Numele
Voievodatul își trage numele de la Munții Sfintei Cruci, aflați pe teritoriul său, în apropierea capitalei Kielce. Munții, la rândul lor, se numesc așa de la o mănăstire benedictină care deținea o bucată de lemn despre care se spunea că face parte din crucea pe care a fost răstignit Isus Hristos.